# World Rally Championship-2
Il World Rally Championship-2 o WRC 2 (sino al 2012 denominato Super 2000 World Rally Championship o S-WRC) è un campionato mondiale organizzato dalla Federazione Internazionale dell'Automobile, prima per auto da rally della categoria Super 2000 e poi R5 - Oggi chiamate Rally2.
Per la stagione 2019 è stato scorporato in due campionati separati: il WRC-2 Pro (riservato alle scuderie ufficiali) e il WRC-2 (per i privati).
Nella stagione 2020 il campionato WRC-2 è stato rinominato WRC-3 mentre il campionato WRC-2 Pro ha acquisito il nome di WRC-2.
Dal 2022 privati e ufficiali corrono di nuovo insieme nel WRC-2

## Albo d'oro

### Titolo piloti

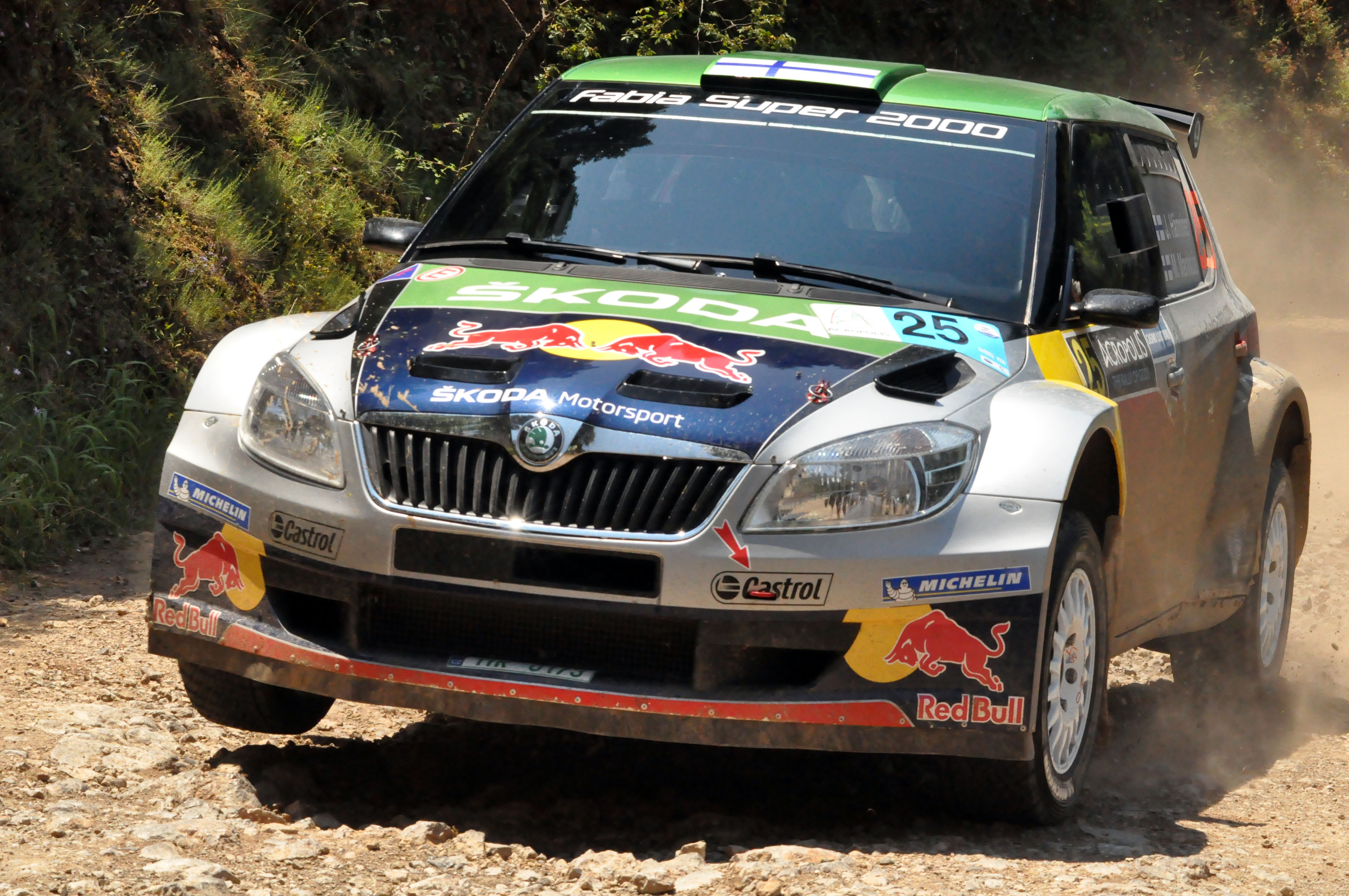
Il finlandese Juho Hänninen, campione 2011 su Škoda Fabia S2000, al Rally dell'Acropoli 2011

| Anno  | Pilota              | Auto                             | Scuderia            |
| S-WRC | S-WRC               | S-WRC                            | S-WRC               |
| ----- | ------------------- | -------------------------------- | ------------------- |
| 2010  | Xavier Pons         | Ford Fiesta S2000                | Nupel Global Racing |
| 2011  | Juho Hänninen       | Škoda Fabia S2000                | Red Bull Škoda      |
| 2012  | Craig Breen         | Ford Fiesta S2000                | Keltech Motorsport  |
| WRC-2 |                     |                                  |                     |
| 2013  | Robert Kubica       | Citroën DS3 RRC                  | PH Sport            |
| 2014  | Nasser Al-Attiyah   | Ford Fiesta RRC                  | -                   |
| 2015  | Nasser Al-Attiyah   | Ford Fiesta RRC / Škoda Fabia R5 | -                   |
| 2016  | Esapekka Lappi      | Škoda Fabia R5                   | Škoda Motorsport    |
| 2017  | Pontus Tidemand     | Škoda Fabia R5                   | Škoda Motorsport    |
| 2018  | Jan Kopecký         | Škoda Fabia R5                   | Škoda Motorsport    |
| 2019  | Pierre-Louis Loubet | Škoda Fabia R5                   | 2C Competition      |
| 2020  | Mads Østberg        | Citroën C3 R5                    | PH Sport            |
| 2021  | Andreas Mikkelsen   | Škoda Fabia Rally2 Evo           | Toksport WRT        |
| 2022  | Emil Lindholm       | Škoda Fabia Rally2 Evo           | Toksport WRT        |
| 2023  | Andreas Mikkelsen   | Škoda Fabia RS Rally2            | Toksport WRT        |
| 2024  | Sami Pajari         | Toyota GR Yaris Rally2           | Printsport          |

### Titolo copiloti
| Anno  | Copilota             | Auto                             | Scuderia           |
| S-WRC | S-WRC                | S-WRC                            | S-WRC              |
| ----- | -------------------- | -------------------------------- | ------------------ |
| 2012  | Emil Axelsson        | Proton Satria Neo S2000          | Proton Motorsports |
| WRC-2 |                      |                                  |                    |
| 2013  | Maciej Baran         | Citroën DS3 RRC                  | PH Sport           |
| 2014  | Giovanni Bernacchini | Ford Fiesta RRC                  | -                  |
| 2015  | Mathieu Baumel       | Ford Fiesta RRC / Škoda Fabia R5 | -                  |
| 2016  | Janne Ferm           | Škoda Fabia R5                   | Škoda Motorsport   |
| 2017  | Jonas Andersson      | Škoda Fabia R5                   | Škoda Motorsport   |
| 2018  | Pavel Dresler        | Škoda Fabia R5                   | Škoda Motorsport   |
| 2019  | Vincent Landais      | Škoda Fabia R5                   | 2C Competition     |
| 2020  | Torstein Eriksen     | Citroën C3 R5                    | PH Sport           |
| 2021  | Torstein Eriksen     | Škoda Fabia Rally2 Evo           | Toksport WRT       |
| 2022  | Reeta Hämäläinen     | Škoda Fabia Rally2 Evo           | Toksport WRT       |
| 2023  | Torstein Eriksen     | Škoda Fabia RS Rally2            | Toksport WRT       |
| 2024  | Enni Mälkönen        | Toyota GR Yaris Rally2           | Printsport         |

### Titolo squadre
| Anno                                | Squadra                             | Auto                                            |
| S-WRC (FIA WRC Cup for S2000 Teams) | S-WRC (FIA WRC Cup for S2000 Teams) | S-WRC (FIA WRC Cup for S2000 Teams)             |
| ----------------------------------- | ----------------------------------- | ----------------------------------------------- |
| 2010                                | Red Bull Rally Team                 | Škoda Fabia S2000                               |
| WRC-2                               |                                     |                                                 |
| 2013                                | Seashore Qatar Rally Team           | Citroën DS3 RRC                                 |
| 2014                                | Drive DMACK                         | Ford Fiesta R5 / Ford Fiesta RRC                |
| 2015                                | Škoda Motorsport                    | Škoda Fabia R5                                  |
| 2016                                | Škoda Motorsport                    | Škoda Fabia R5                                  |
| 2017                                | Škoda Motorsport                    | Škoda Fabia R5                                  |
| 2018                                | Škoda Motorsport                    | Škoda Fabia R5                                  |
| 2020                                | Toksport WRT                        | Škoda Fabia R5 Evo                              |
| 2021                                | Movisport SRL                       | Škoda Fabia Rally2 Evo / Volkswagen Polo GTI R5 |
| 2022                                | Toksport WRT                        | Škoda Fabia Rally2 Evo                          |
| 2023                                | Toksport WRT                        | Škoda Fabia RS Rally2                           |
| 2024                                | DG Sport Compétition                | Citroën C3 Rally2                               |